# Martin Pomerenke
Martin Pomerenke (* 10. Juni 1985) ist ein deutscher Volleyballspieler.

## Karriere
Pomerenke spielte in seiner Jugend beim SCC Berlin, wo er 2000 als Zuspieler mit der C-Jugend Deutscher Meister wurde. Später spielte er in der Bundesliga beim VC Olympia Berlin und in der Junioren-Nationalmannschaft, wo er zum Libero umgeschult wurde. 2005 wechselte Pomerenke zu den Netzhoppers Königs Wusterhausen, mit denen er 2006 in die Bundesliga aufstieg. Seit 2007 spielt er beim Zweitligisten SV Lindow-Gransee. Nach je zwei Ab- und Aufstiegen gewann Pomerenke mit Lindow-Gransee 2015 und 2021 die Meisterschaft der 2. Bundesliga Nord.

## Privates
Martin Pomerenkes zwölf Jahre älterer Bruder Stefan spielt ebenfalls Volleyball.